# Rita Musamali
Rita Musamali (sinh ngày 21 tháng 5 năm 1999) là một người chơi cricket người Uganda. Vào tháng 7 năm 2018, cô đã có tên trong đội hình của Uganda cho giải đấu Vòng loại thế giới Twenty20 ICC 2018. Cô ấy đã thực hiện chương trình Twenty20 International (WT20I) của mình cho đội tuyển Uganda trong trận đấu với Scotland ở Vòng loại thế giới Twenty20 vào ngày 7 tháng 7 năm 2018.
Vào tháng 4 năm 2019, cô đã được ghi tên vào đội tuyển của Nhật Bản cho giải đấu ICC Women Qualifier Châu Phi 2019 ở Zimbabwe. Vào ngày 20 tháng 6 năm 2019, trong T20 Tournament nữ Kwibuka trận đấu với Mali, Musamali ghi được 103 not out. Cô là cầu thủ ghi bàn hàng đầu trong giải đấu, với 189 lần chạy trong sáu trận đấu.